# Max Köhler (Zeichner)

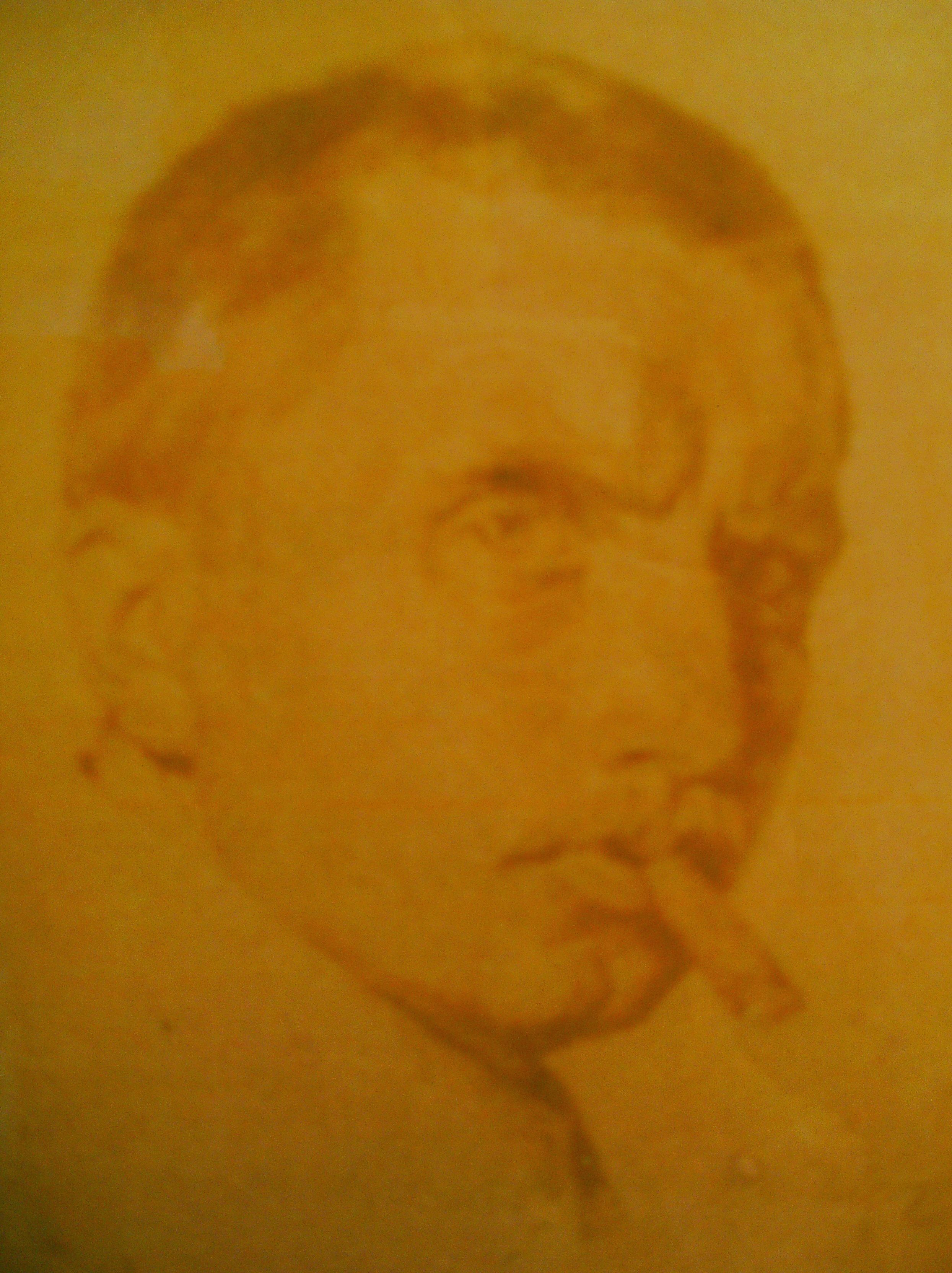
Selbstporträt Max Köhler

Max Köhler (* 23. Mai 1886 in Kiel; † 26. November 1920 ebenda) war ein deutscher Maler und Zeichner.

## Leben
Max Köhler wurde als zweiter Sohn des Lehrers Wilhelm Köhler geboren und besuchte von 1904 bis 1906 die Mal- und Zeichenschule der Herren Stoltenberg und Burmester in Kiel. Anschließend setzte er sein Studium an der Königlichen. akademischen Hochschule für die bildenden Künste in Charlottenburg fort, wo er der Zeichenklasse des Prof. Hancke zugewiesen wurde. In den Jahren 1907 bis 1910 studierte Köhler mit Unterbrechungen teils auf der Malschule Heidner, teils in München. In München war er bei Gabriel von Hackl eingeschrieben, wurde in dieser Zeit stark von Peter Halm und Hermann Groeber geprägt. Weitere Studien führte er in Charlottenburg und bei Lovis Corinth. Ab 1911 unternahm Max Köhler Studienreisen in Bayern und in den heimatlichen Provinzen, bei denen sowohl mehrere Kohlezeichnungen von Personen als auch Ölgemälde von Landschaften entstanden. Anfang des Jahres 1915 bis zum Ende des Krieges diente er dem deutschen Militär. Während des Krieges wurde ein Großteil der Gemälde bei einem Bombenangriff in Kiel zerstört. Im Juli 1919 erkrankte Köhler an Tuberkulose und verstarb am 26. November 1920.

## Werk
Das Werk von Max Köhler umfasst hauptsächlich Kohle- bzw. Bleistiftzeichnungen und Radierungen, aber auch einige Ölgemälde.
- „Großvater schläft“

## Ausstellung
- 1924 Gedächtnisausstellung in der Kunsthalle zu Kiel[2]